# Wawau Adler

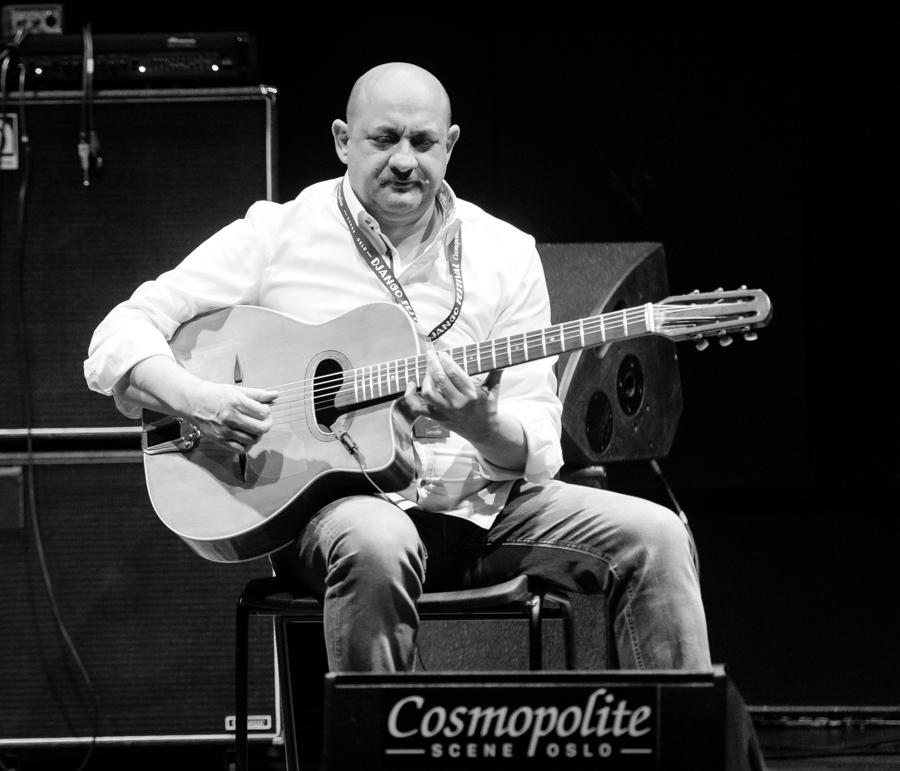
Wawau Adler, Djangofestivalen 2019

Josef "Wawau" Adler (Karlsruhe, 25 januari 1967) is een Duitse jazz-gitarist met wortels in de gipsy jazz.

## Levensloop
Adler, die uit een familie van Duitse Sinti-musici stamt, ontdekte de gitaar toen hij negen was. Toen hij twaalf was, begon hij zich, beïnvloed door Biréli Lagrène, intensief met het gitaarspel bezig te houden en een jaar later gaf hij zijn eerste concert. Rond zijn twintigste verbreedde Adler zijn muzikale horizon door zich ook met mainstream jazz, bebop en jazzrock bezig te houden.
In 1991 kwam hij met een eerste eigen plaat en in de jaren erop ging hij meerdere keren in West-Europa op tournee. In 2003 gaf hij op het Django Reinhardt Festival in Samois-sur-Seine een hoofdconcert. Sinds 2007 is hij ook in Amerika bekend, toen hij speelde tijdens het Django in June-festival in Northampton (Massachusetts). In 2008 toerde hij in Canada. Met zijn trio (met gitarist Holzmanno Winterstein en accordeonist Marcel Loeffler) trad hij meerdere keren op tijdens het Schleswig-Holzstein Musik Festival. Ook speelde hij met gitarist Diknu Schneeberger.

## Discografie
- With Body and Soul, Bella Music, 1991
- Back to the Roots, Satin Doll Productions, 2006
- Back to the Roots vol. 2, Satin Doll Productions, 2007
- Songs for Guitar and Bass (met Joel Locher), Minor Music, 2009
- Here's to Django (met Loecher, Mano Guttenberger en Katarzyna Krzyminska), Minor Music, 2010
- Expressions, Chaos, 2013